# Холынья (река)
Холынья́ — река в Поддорском и Старорусском районе Новгородской области. Длина водотока — 72 км. Площадь водосборного бассейна — 681 км².
Принадлежит бассейну Балтийского моря. Берёт начало в обширном в лесном болоте, в 1 км южнее деревни Вашково. В районе деревни Устье слева впадает в Полисть. Русло очень извилисто.
На берегах реки расположено 20 деревень (от истока к устью): Вахромеево, Гусево, Заболотно, Зелема, Репино, Виджа, Скопино, Заозерье, Шеляпино, Малахново, Марково, Байково, Парышево, Гайново, Сотско, Щетинкино, Косорово, Нефедьево, Толочно, Устье.

## Притоки (км от устья)
- 3,5 км: река Морилка (лв)
- 6,2 км: река Белка (лв)
- 8,5 км: ручей Радуйка (пр)
- 14 км: река Каменка (лв)
- 22 км: река Туренка (лв)
- 53,6 км: водоток канава Бушина (пр)
- 54 км: река Виска (Бузяны) (лв)